# Prismatolaimus dolichurus
Prismatolaimus dolichurus är en rundmaskart som beskrevs av De Man 1988. Prismatolaimus dolichurus ingår i släktet Prismatolaimus och familjen Prismatolaimidae. Arten är reproducerande i Sverige. Inga underarter finns listade i Catalogue of Life.